# Little Italy (Chicago)
Pour les articles homonymes, voir Little Italy.
Little Italy (en français : la « Petite Italie ») est un quartier situé dans le secteur de Near West Side de la ville de Chicago aux États-Unis. Il s'agit d'un quartier à forte concentration italienne. Il englobe environ douze blocs du secteur, de l'est de Taylor Street à Ashland Avenue. Le quartier se trouve entre l'Illinois Medical District à l'est et le campus de l'Université de l'Illinois à Chicago à l'ouest.

## Histoire
Little Italy faisait autrefois partie d'une communauté plus large que Near West Side, dépassant ainsi les frontières de Taylor Street. Les Italiens ont toujours été dominants parmi les communautés d'immigrants comme les grecs et les juifs qui composaient, au tournant du siècle, le Near West Side lors de la migration massive des Européens. Alors que d'autres communautés ont quitté le quartier au début du XXe siècle, seul l'enclave italienne demeurait être une communauté vibrante et influente. Les établissements et commerces de rue comme dans le quartier de Greek Town et Maxwell continuent de s'épanouir et de servir comme un rappel de la composition ethnique qui avaient constitué l'identité de Near West Side.
D'autres ethnies ont toujours été présentes dans ce secteur connu dans toute la ville comme étant « la Petite Italie ». Néanmoins, le quartier a donné son nom en raison de la forte influence des Italiens et de la culture italienne dans le quartier tout au long des XIXe et XXe siècles.